# Specjalny Ośrodek Wychowawczy im. św. Alojzego Orione w Kaliszu
Specjalny Ośrodek Wychowawczy im. św. Alojzego Orione – znajduje się przy ul. Tadeusza Kościuszki 24 w Kaliszu prowadzony przez księży orionistów. 

## Historia
W sierpniu 1931 r. Zrzeszenie Charystów archidiecezji wrocławskiej otwiera internat dla gimnazjalistów. We wrześniu 1934 r. przekazują go Księżom Orionistom. W okresie II wojny światowej placówka zostaje zamknięta. Po wojnie w 1946 r. placówka pod nową nazwą Zakład Wychowawczy dla Sierot, zostaje ponownie otwarta, schronienie w nim znajduje 30 chłopców. W latach 50. XX wieku, kiedy to domy wychowawcze zaczynały być upaństwowiane postanowiono nawiązać kontakt ze zrzeszeniem Caritas. Aby nie oddać placówki w ręce państwa, uzgodniono zmianę profilu. Tak powstał Dom dla dzieci i młodzieży upośledzonej (z lekkim niedorozwojem umysłowym). W 1996 r. placówka przyjmuje nazwę Specjalny Ośrodek Wychowawczy im. św. Alojzego Orione i zostaje wpisany do ewidencji szkół i placówek kuratorium oświaty w Kaliszu.
Wychowankami są chłopcy w wieku szkolnym niepełnosprawni intelektualnie w stopniu lekkim i umiarkowanym, którzy wymagają stosowania specjalnej organizacji nauki, metod pracy i wychowania. Większość z nich pochodzi z rodzin ubogich, często dotkniętych patologią. Ich opiekunowie w wielu przypadkach są nieporadni życiowo. Obecnie w ośrodku przebywa 44 wychowanków pochodzących z całej Polski. Placówka zapewnia im całodobową opiekę przez cały rok. Uczęszczają oni do szkół powszechnych – szkoły podstawowej i gimnazjum w Zespole Szkół nr 11 przy ul. Budowlanych w Kaliszu, a starsi do Specjalnego Ośrodka Szkolno-Wychowawczego im. Janusza Korczaka przy ul. Kordeckiego w Kaliszu.

## Dyrektorzy
- ks. Leszek Kromka[2]